# Ommata lanuginosa
Ommata lanuginosa är en skalbaggsart som beskrevs av Bates 1873. Ommata lanuginosa ingår i släktet Ommata och familjen långhorningar. Inga underarter finns listade i Catalogue of Life.